# Piłka siatkowa na Letnich Igrzyskach Olimpijskich 2020 – turniej plażowy kobiet
Turniej olimpijski w siatkówce plażowej kobiet podczas XXXII Letnich Igrzysk Olimpijskich w Tokio odbyły się w dniach od 24 lipca do 6 sierpnia 2021.

## Uczestniczki
| Sposób kwalifikacji                          | Miejsca | Zakwalifikowane |
| -------------------------------------------- | ------- | --- |
| Gospodarz                                    | 1       | Japonia |
| Mistrzostwa świata                           | 1       | Kanada |
| Olimpijski Turniej kwalifikacyjny            | 2       | Łotwa Hiszpania |
| Ranking olimpijski (stan na 13 czerwca 2021) | 15      | Stany Zjednoczone Brazylia Australia Stany Zjednoczone Szwajcaria ROC Kanada Szwajcaria Holandia Chiny Czechy Niemcy Włochy |
| Kwalifikacje europejskie                     | 1       | Holandia |
| Kwalifikacje afrykańskie                     | 1       | Kenia |
| Kwalifikacje azjatyckie                      | 1       | Chiny |
| Kwalifikacje północnoamerykańskie            | 1       | Kuba |
| Kwalifikacje południowoamerykańskie          | 1       | Argentyna |
| Razem                                        | 24      | |

## Rozgrywki
Do rywalizacji przystąpiły 24 zespoły, które zostały podzielone na sześć grup. W każdej z nich zmagania toczyły się systemem kołowym (tj. każdy z każdym, po jednym meczu). Do dalszej fazy rozgrywek awansowały dwie najlepsze drużyny z każdej z grup, dwie najlepsze drużyny spośród tych, które zajęły trzecie miejsca. Pozostałe cztery drużyny z trzecich miejsc – szczęśliwi przegrani – walczyły w barażach o pozostałe dwa miejsca w fazie pucharowej.

### Faza grupowa

#### Grupa A
| Lp. | Drużyna                | Pkt | Mecze | Mecze | Mecze | Sety | Sety | Sety  | Małe punkty | Małe punkty | Małe punkty |
| Lp. | Drużyna                | Pkt | M     | W     | P     | wyg. | prz. | ratio | zdob.       | str.        | ratio       |
| --- | ---------------------- | --- | ----- | ----- | ----- | ---- | ---- | ----- | ----------- | ----------- | ----------- |
| 1   | Pavan / Humana-Paredes | 6   | 3     | 3     | 0     | 6    | 0    | MAX   | 129         | 96          | 1.344       |
| 2   | Vergé-Dépré / Heidrich | 5   | 3     | 2     | 1     | 4    | 3    | 1.333 | 135         | 120         | 1.125       |
| 3   | Stam / Schoon          | 4   | 3     | 1     | 2     | 2    | 4    | 0.500 | 113         | 123         | 0.919       |
| 4   | Sude / Borger          | 3   | 3     | 0     | 3     | 1    | 6    | 0.167 | 106         | 144         | 0.736       |

Źródło: 
Zasady ustalania kolejności: 1. liczba zdobytych punktów; 2. wyższy stosunek małych punktów; 3. wyższy stosunek setów.
Punktacja: zwycięstwo – 2 pkt; porażka – 1 pkt
| Data  | Drużyna 1              | Wynik | Drużyna 2              | Sety              |
| ----- | ---------------------- | ----- | ---------------------- | ----------------- |
| 24.07 | Pavan / Humana-Paredes | 2:0   | Stam / Schoon          | 21:16, 21:14      |
| 24.07 | Vergé-Dépré / Heidrich | 2:1   | Sude / Borger          | 21:8, 21:23, 15:6 |
|       |                        |       |                        |                   |
| 26.07 | Pavan / Humana-Paredes | 2:0   | Sude / Borger          | 21:17, 21:14      |
| 26.07 | Vergé-Dépré / Heidrich | 2:0   | Stam / Schoon          | 22:20, 21:18      |
|       |                        |       |                        |                   |
| 29.07 | Pavan / Humana-Paredes | 2:0   | Vergé-Dépré / Heidrich | 21:13, 24:22      |
| 29.07 | Sude / Borger          | 0:2   | Stam / Schoon          | 22:24, 16:21      |

#### Grupa B
| Lp. | Drużyna               | Pkt | Mecze | Mecze | Mecze | Sety | Sety | Sety  | Małe punkty | Małe punkty | Małe punkty |
| Lp. | Drużyna               | Pkt | M     | W     | P     | wyg. | prz. | ratio | zdob.       | str.        | ratio       |
| --- | --------------------- | --- | ----- | ----- | ----- | ---- | ---- | ----- | ----------- | ----------- | ----------- |
| 1   | Ross / Klinemann      | 6   | 3     | 3     | 0     | 6    | 1    | 6.000 | 140         | 109         | 1.284       |
| 2   | Chen / Xinxin         | 5   | 3     | 2     | 1     | 4    | 3    | 1.333 | 143         | 128         | 1.117       |
| 3   | Fernández / Baquerizo | 4   | 3     | 1     | 2     | 2    | 5    | 0.400 | 108         | 137         | 0.788       |
| 4   | Keizer / Meppelink    | 3   | 3     | 0     | 3     | 3    | 6    | 0.500 | 160         | 177         | 0.904       |

Źródło: 
Zasady ustalania kolejności: 1. liczba zdobytych punktów; 2. wyższy stosunek małych punktów; 3. wyższy stosunek setów.
Punktacja: zwycięstwo – 2 pkt; porażka – 1 pkt
| Data  | Drużyna 1             | Wynik | Drużyna 2             | Sety                |
| ----- | --------------------- | ----- | --------------------- | ------------------- |
| 25.07 | Ross / Klinemann      | 2:0   | Chen / Xinxin         | 21:17, 21:19        |
| 25.07 | Keizer / Meppelink    | 1:2   | Fernández / Baquerizo | 21:19, 18:21, 14:16 |
|       |                       |       |                       |                     |
| 27.07 | Ross / Klinemann      | 2:0   | Fernández / Baquerizo | 21:13, 21:16        |
| 27.07 | Keizer / Meppelink    | 1:2   | Chen / Xinxin         | 21:19, 29:31, 13:15 |
|       |                       |       |                       |                     |
| 30.07 | Ross / Klinemann      | 2:1   | Keizer / Meppelink    | 20:22, 21:17, 15:5  |
| 30.07 | Fernández / Baquerizo | 0:2   | Chen / Xinxin         | 13:21, 10:21        |

#### Grupa C
| Lp. | Drużyna             | Pkt | Mecze | Mecze | Mecze | Sety | Sety | Sety  | Małe punkty | Małe punkty | Małe punkty |
| Lp. | Drużyna             | Pkt | M     | W     | P     | wyg. | prz. | ratio | zdob.       | str.        | ratio       |
| --- | ------------------- | --- | ----- | ----- | ----- | ---- | ---- | ----- | ----------- | ----------- | ----------- |
| 1   | Fan / Xinyi         | 6   | 3     | 3     | 0     | 6    | 1    | 6.000 | 138         | 106         | 1.302       |
| 2   | Bednarczuk / Duda   | 5   | 3     | 2     | 1     | 4    | 2    | 2.000 | 116         | 108         | 1.074       |
| 3   | Bansley / Wilkerson | 4   | 3     | 1     | 2     | 3    | 4    | 0.750 | 126         | 128         | 0.984       |
| 4   | Gallay / Pereyra    | 3   | 3     | 0     | 3     | 0    | 6    | 0.000 | 89          | 127         | 0.701       |

Źródło: 
Zasady ustalania kolejności: 1. liczba zdobytych punktów; 2. wyższy stosunek małych punktów; 3. wyższy stosunek setów.
Punktacja: zwycięstwo – 2 pkt; porażka – 1 pkt
| Data  | Drużyna 1           | Wynik | Drużyna 2           | Sety                |
| ----- | ------------------- | ----- | ------------------- | ------------------- |
| 24.07 | Bednarczuk / Duda   | 2:0   | Gallay / Pereyra    | 21:19, 21:11        |
| 24.07 | Bansley / Wilkerson | 1:2   | Fan / Xinyi         | 21:18, 15:21, 11:15 |
|       |                     |       |                     |                     |
| 27.07 | Bansley / Wilkerson | 2:0   | Gallay / Pereyra    | 22:20, 21:12        |
| 27.07 | Bednarczuk / Duda   | 0:2   | Fan / Xinyi         | 18:21, 14:21        |
|       |                     |       |                     |                     |
| 29.07 | Fan / Xinyi         | 2:0   | Gallay / Pereyra    | 21:14, 21:13        |
| 29.07 | Bednarczuk / Duda   | 2:0   | Bansley / Wilkerson | 21:18, 21:18        |

#### Grupa D
| Lp. | Drużyna               | Pkt | Mecze | Mecze | Mecze | Sety | Sety | Sety  | Małe punkty | Małe punkty | Małe punkty |
| Lp. | Drużyna               | Pkt | M     | W     | P     | wyg. | prz. | ratio | zdob.       | str.        | ratio       |
| --- | --------------------- | --- | ----- | ----- | ----- | ---- | ---- | ----- | ----------- | ----------- | ----------- |
| 1   | Claes / Sponcil       | 6   | 3     | 3     | 0     | 6    | 2    | 3.000 | 147         | 110         | 1.336       |
| 2   | Graudiņa / Kravčenoka | 5   | 3     | 2     | 1     | 5    | 3    | 1.667 | 135         | 120         | 1.125       |
| 3   | Ramos / Cavalcanti    | 4   | 3     | 1     | 2     | 4    | 4    | 1.000 | 141         | 123         | 1.146       |
| 4   | Makokha / Khadambi    | 3   | 3     | 0     | 3     | 0    | 6    | 0.000 | 58          | 126         | 0.460       |

Źródło: 
Zasady ustalania kolejności: 1. liczba zdobytych punktów; 2. wyższy stosunek małych punktów; 3. wyższy stosunek setów.
Punktacja: zwycięstwo – 2 pkt; porażka – 1 pkt
| Data  | Drużyna 1             | Wynik | Drużyna 2             | Sety                |
| ----- | --------------------- | ----- | --------------------- | ------------------- |
| 26.07 | Claes / Sponcil       | 2:1   | Graudiņa / Kravčenoka | 21:13, 16:21, 15:11 |
| 26.07 | Ramos / Cavalcanti    | 2:0   | Makokha / Khadambi    | 21:15, 21:9         |
|       |                       |       |                       |                     |
| 28.07 | Ramos / Cavalcanti    | 1:2   | Graudiņa / Kravčenoka | 15:21, 21:12, 12:15 |
| 29.07 | Claes / Sponcil       | 2:0   | Makokha / Khadambi    | 21:8, 21:6          |
|       |                       |       |                       |                     |
| 31.07 | Ramos / Cavalcanti    | 1:2   | Claes / Sponcil       | 21:17, 19:21, 11:15 |
| 31.07 | Graudiņa / Kravčenoka | 2:0   | Makokha / Khadambi    | 21:6, 21:14         |

#### Grupa E
| Lp. | Drużyna                    | Pkt | Mecze | Mecze | Mecze | Sety | Sety | Sety  | Małe punkty | Małe punkty | Małe punkty |
| Lp. | Drużyna                    | Pkt | M     | W     | P     | wyg. | prz. | ratio | zdob.       | str.        | ratio       |
| --- | -------------------------- | --- | ----- | ----- | ----- | ---- | ---- | ----- | ----------- | ----------- | ----------- |
| 1   | Makroguzowa / Chołomina    | 6   | 3     | 3     | 0     | 6    | 1    | 6.000 | 135         | 101         | 1.337       |
| 2   | Artacho del Solar / Clancy | 5   | 3     | 2     | 1     | 5    | 2    | 2.500 | 126         | 119         | 1.059       |
| 3   | Echevarría / Martínez      | 4   | 3     | 1     | 2     | 2    | 4    | 0.500 | 98          | 116         | 0.845       |
| 4   | Menegatti / Orsi Toth      | 3   | 3     | 0     | 3     | 0    | 6    | 0.000 | 104         | 127         | 0.819       |

Źródło: 
Zasady ustalania kolejności: 1. liczba zdobytych punktów; 2. wyższy stosunek małych punktów; 3. wyższy stosunek setów.
Punktacja: zwycięstwo – 2 pkt; porażka – 1 pkt
| Data  | Drużyna 1                  | Wynik | Drużyna 2               | Sety               |
| ----- | -------------------------- | ----- | ----------------------- | ------------------ |
| 25.07 | Artacho del Solar / Clancy | 2:0   | Echevarría / Martínez   | 21:15, 21:14       |
| 25.07 | Makroguzowa / Chołomina    | 2:0   | Menegatti / Orsi Toth   | 21:18, 21:15       |
|       |                            |       |                         |                    |
| 28.07 | Makroguzowa / Chołomina    | 2:0   | Echevarría / Martínez   | 21:16, 21:11       |
| 28.07 | Artacho del Solar / Clancy | 2:0   | Menegatti / Orsi Toth   | 22:20, 21:19       |
|       |                            |       |                         |                    |
| 30.07 | Artacho del Solar / Clancy | 1:2   | Makroguzowa / Chołomina | 8:21, 21:15, 12:15 |
| 30.07 | Menegatti / Orsi Toth      | 0:2   | Echevarría / Martínez   | 16:21, 16:21       |

#### Grupa F
| Lp. | Drużyna              | Pkt | Mecze | Mecze | Mecze | Sety | Sety | Sety  | Małe punkty | Małe punkty | Małe punkty |
| Lp. | Drużyna              | Pkt | M     | W     | P     | wyg. | prz. | ratio | zdob.       | str.        | ratio       |
| --- | -------------------- | --- | ----- | ----- | ----- | ---- | ---- | ----- | ----------- | ----------- | ----------- |
| 1   | Hüberli / Betschart  | 6   | 3     | 3     | 0     | 6    | 2    | 3.000 | 111         | 111         | 1.000       |
| 2   | Ludwig / Kozuch      | 5   | 3     | 2     | 1     | 5    | 2    | 2.500 | 102         | 98          | 1.041       |
| 3   | Ishii / Murakami     | 4   | 3     | 1     | 2     | 3    | 4    | 0.750 | 89          | 93          | 0.957       |
| 4   | Hermannová / Sluková | 3   | 3     | 0     | 3     | 0    | 6    | 0.000 | 0           | 126         | 0.000       |

Źródło: 
Zasady ustalania kolejności: 1. liczba zdobytych punktów; 2. wyższy stosunek małych punktów; 3. wyższy stosunek setów.
Punktacja: zwycięstwo – 2 pkt; porażka – 1 pkt
| Data  | Drużyna 1           | Wynik | Drużyna 2            | Sety                |
| ----- | ------------------- | ----- | -------------------- | ------------------- |
| 24.07 | Ishii / Murakami    | 2:0   | Hermannová / Sluková | walkower            |
| 24.07 | Hüberli / Betschart | 2:1   | Ludwig / Kozuch      | 23:25, 22:20, 16:14 |
|       |                     |       |                      |                     |
| 26.07 | Hüberli / Betschart | 2:0   | Hermannová / Sluková | walkower            |
| 26.07 | Ishii / Murakami    | 0:2   | Ludwig / Kozuch      | 17:21, 20:22        |
|       |                     |       |                      |                     |
| 28.07 | Ishii / Murakami    | 1:2   | Hüberli / Betschart  | 21:14, 19:21, 12:15 |
| 28.07 | Ludwig / Kozuch     | 2:0   | Hermannová / Sluková | walkower            |

#### Zespoły z miejsc trzecich
| Lp. | Drużyna               | Pkt | Mecze | Mecze | Mecze | Sety | Sety | Sety  | Małe punkty | Małe punkty | Małe punkty |
| Lp. | Drużyna               | Pkt | M     | W     | P     | wyg. | prz. | ratio | zdob.       | str.        | ratio       |
| --- | --------------------- | --- | ----- | ----- | ----- | ---- | ---- | ----- | ----------- | ----------- | ----------- |
| 1   | Ramos / Cavalcanti    | 4   | 3     | 1     | 2     | 4    | 4    | 1.000 | 141         | 123         | 1.146       |
| 2   | Bansley / Wilkerson   | 4   | 3     | 1     | 2     | 3    | 4    | 0.750 | 126         | 128         | 0.984       |
| 3   | Ishii / Murakami      | 4   | 3     | 1     | 2     | 3    | 4    | 0.750 | 89          | 93          | 0.957       |
| 4   | Stam / Schoon         | 4   | 3     | 1     | 2     | 2    | 4    | 0.500 | 113         | 123         | 0.919       |
| 5   | Echevarría / Martínez | 4   | 3     | 1     | 2     | 2    | 4    | 0.500 | 98          | 116         | 0.845       |
| 6   | Fernández / Baquerizo | 4   | 3     | 1     | 2     | 2    | 5    | 0.400 | 108         | 137         | 0.788       |

#### Play-off szczęśliwych przegranych
| Data  | Drużyna 1        | Wynik | Drużyna 2             | Sety         |
| ----- | ---------------- | ----- | --------------------- | ------------ |
| 31.07 | Ishii / Murakami | 0:2   | Fernández / Baquerizo | 15:21, 10:21 |
|       |                  |       |                       |              |
| 31.07 | Stam / Schoon    | 0:2   | Echevarría / Martínez | 17:21, 17:21 |

### Faza pucharowa
|  |                            |                            |                            |                            |            |                            |                            |                        |                        |                       |            |            |            |  |  |       |       |       |
|  | 1/8 finału                 | 1/8 finału                 | 1/8 finału                 |                            |            | Ćwierćfinały               | Ćwierćfinały               | Ćwierćfinały           |                        |                       | Półfinały  | Półfinały  | Półfinały  |  |  | Finał | Finał | Finał |
|  | 1/8 finału                 | 1/8 finału                 | 1/8 finału                 |                            |            | Ćwierćfinały               | Ćwierćfinały               | Ćwierćfinały           |                        |                       | Półfinały  | Półfinały  | Półfinały  |  |  | Finał | Finał | Finał |
|  | 2 sierpnia                 |                            |                            |                            |            |                            |                            |                        |                        |                       |            |            |            |  |  |       |       |       |
|  |                            |                            |                            |                            |            |                            |                            |                        |                        |                       |            |            |            |  |  |       |       |       |
|  | Pavan / Humana-Paredes     | Pavan / Humana-Paredes     | 2                          |                            |            |                            |                            |                        |                        |                       |            |            |            |  |  |       |       |       |
|  | Pavan / Humana-Paredes     | Pavan / Humana-Paredes     | 2                          | 3 sierpnia                 |            |                            |                            |                        |                        |                       |            |            |            |  |  |       |       |       |
|  | Fernández / Baquerizo      | Fernández / Baquerizo      | 0                          |                            |            |                            |                            |                        |                        |                       |            |            |            |  |  |       |       |       |
|  | Fernández / Baquerizo      | Fernández / Baquerizo      | 0                          |                            |            | Pavan / Humana-Paredes     | Pavan / Humana-Paredes     | 1                      |                        |                       |            |            |            |  |  |       |       |       |
|  | 1 sierpnia                 |                            |                            |                            |            | Pavan / Humana-Paredes     | Pavan / Humana-Paredes     | 1                      |                        |                       |            |            |            |  |  |       |       |       |
|  |                            |                            | Artacho del Solar / Clancy | Artacho del Solar / Clancy | 2          |                            |                            |                        |                        |                       |            |            |            |  |  |       |       |       |
|  | Artacho del Solar / Clancy | Artacho del Solar / Clancy | Artacho del Solar / Clancy | Artacho del Solar / Clancy | 2          | 2                          |                            |                        |                        |                       |            |            |            |  |  |       |       |       |
|  | Artacho del Solar / Clancy | Artacho del Solar / Clancy |                            |                            |            | 2                          | 5 sierpnia                 |                        |                        |                       |            |            |            |  |  |       |       |       |
|  | Chen / Xinxin              | Chen / Xinxin              | 0                          |                            |            |                            |                            |                        |                        |                       |            |            |            |  |  |       |       |       |
|  | Chen / Xinxin              | Chen / Xinxin              | 0                          |                            |            | Artacho del Solar / Clancy | Artacho del Solar / Clancy | 2                      |                        |                       |            |            |            |  |  |       |       |       |
|  | 1 sierpnia                 |                            |                            |                            |            | Artacho del Solar / Clancy | Artacho del Solar / Clancy | 2                      |                        |                       |            |            |            |  |  |       |       |       |
|  |                            |                            | Graudiņa / Kravčenoka      | Graudiņa / Kravčenoka      | 0          |                            |                            |                        |                        |                       |            |            |            |  |  |       |       |       |
|  | Makroguzowa / Chołomina    | Makroguzowa / Chołomina    | Graudiņa / Kravčenoka      | Graudiņa / Kravčenoka      | 0          | 1                          |                            |                        |                        |                       |            |            |            |  |  |       |       |       |
|  | Makroguzowa / Chołomina    | Makroguzowa / Chołomina    | 3 sierpnia                 |                            |            | 1                          |                            |                        |                        |                       |            |            |            |  |  |       |       |       |
|  | Graudiņa / Kravčenoka      | Graudiņa / Kravčenoka      | 2                          |                            |            |                            |                            |                        |                        |                       |            |            |            |  |  |       |       |       |
|  | Graudiņa / Kravčenoka      | Graudiņa / Kravčenoka      | 2                          |                            |            | Graudiņa / Kravčenoka      | Graudiņa / Kravčenoka      | 2                      |                        |                       |            |            |            |  |  |       |       |       |
|  | 1 sierpnia                 |                            |                            |                            |            | Graudiņa / Kravčenoka      | Graudiņa / Kravčenoka      | 2                      |                        |                       |            |            |            |  |  |       |       |       |
|  |                            |                            | Bansley / Wilkerson        | Bansley / Wilkerson        | 1          |                            |                            |                        |                        |                       |            |            |            |  |  |       |       |       |
|  | Bansley / Wilkerson        | Bansley / Wilkerson        | Bansley / Wilkerson        | Bansley / Wilkerson        | 1          | 2                          |                            |                        |                        |                       |            |            |            |  |  |       |       |       |
|  | Bansley / Wilkerson        | Bansley / Wilkerson        |                            |                            |            | 2                          | 6 sierpnia                 |                        |                        |                       |            |            |            |  |  |       |       |       |
|  | Claes / Sponcil            | Claes / Sponcil            | 1                          |                            |            |                            |                            |                        |                        |                       |            |            |            |  |  |       |       |       |
|  | Claes / Sponcil            | Claes / Sponcil            | 1                          |                            |            | Artacho del Solar / Clancy | Artacho del Solar / Clancy | 0                      |                        |                       |            |            |            |  |  |       |       |       |
|  | 1 sierpnia                 |                            |                            |                            |            | Artacho del Solar / Clancy | Artacho del Solar / Clancy | 0                      |                        |                       |            |            |            |  |  |       |       |       |
|  |                            |                            | Ross / Klinemann           | Ross / Klinemann           | 2          |                            |                            |                        |                        |                       |            |            |            |  |  |       |       |       |
|  | Fan / Xinyi                | Fan / Xinyi                | Ross / Klinemann           | Ross / Klinemann           | 2          | 0                          |                            |                        |                        |                       |            |            |            |  |  |       |       |       |
|  | Fan / Xinyi                | Fan / Xinyi                | 3 sierpnia                 |                            |            | 0                          |                            |                        |                        |                       |            |            |            |  |  |       |       |       |
|  | Ramos / Cavalcanti         | Ramos / Cavalcanti         | 2                          |                            |            |                            |                            |                        |                        |                       |            |            |            |  |  |       |       |       |
|  | Ramos / Cavalcanti         | Ramos / Cavalcanti         | 2                          |                            |            | Ramos / Cavalcanti         | Ramos / Cavalcanti         | 1                      |                        |                       |            |            |            |  |  |       |       |       |
|  | 1 sierpnia                 |                            |                            |                            |            | Ramos / Cavalcanti         | Ramos / Cavalcanti         | 1                      |                        |                       |            |            |            |  |  |       |       |       |
|  |                            |                            | Vergé-Dépré / Heidrich     | Vergé-Dépré / Heidrich     | 2          |                            |                            |                        |                        |                       |            |            |            |  |  |       |       |       |
|  | Vergé-Dépré / Heidrich     | Vergé-Dépré / Heidrich     | Vergé-Dépré / Heidrich     | Vergé-Dépré / Heidrich     | 2          | 2                          |                            |                        |                        |                       |            |            |            |  |  |       |       |       |
|  | Vergé-Dépré / Heidrich     | Vergé-Dépré / Heidrich     |                            |                            |            | 2                          | 5 sierpnia                 |                        |                        |                       |            |            |            |  |  |       |       |       |
|  | Hüberli / Betschart        | Hüberli / Betschart        | 1                          |                            |            |                            |                            |                        |                        |                       |            |            |            |  |  |       |       |       |
|  | Hüberli / Betschart        | Hüberli / Betschart        | 1                          |                            |            | Vergé-Dépré / Heidrich     | Vergé-Dépré / Heidrich     | 0                      |                        |                       |            |            |            |  |  |       |       |       |
|  | 1 sierpnia                 |                            |                            |                            |            | Vergé-Dépré / Heidrich     | Vergé-Dépré / Heidrich     | 0                      |                        |                       |            |            |            |  |  |       |       |       |
|  |                            |                            | Ross / Klinemann           | Ross / Klinemann           | 2          |                            |                            | Mecz o 3. miejsce      | Mecz o 3. miejsce      | Mecz o 3. miejsce     |            |            |            |  |  |       |       |       |
|  | Ludwig / Kozuch            | Ludwig / Kozuch            | Ross / Klinemann           | Ross / Klinemann           | 2          | 2                          |                            |                        |                        | Mecz o 3. miejsce     |            |            |            |  |  |       |       |       |
|  | Ludwig / Kozuch            | Ludwig / Kozuch            |                            |                            | 3 sierpnia | 3 sierpnia                 | 3 sierpnia                 |                        |                        |                       | 6 sierpnia | 6 sierpnia | 6 sierpnia |  |  |       |       |       |
|  | Bednarczuk / Duda          | Bednarczuk / Duda          | 1                          |                            | 3 sierpnia | 3 sierpnia                 | 3 sierpnia                 |                        |                        |                       | 6 sierpnia | 6 sierpnia | 6 sierpnia |  |  |       |       |       |
|  | Bednarczuk / Duda          | Bednarczuk / Duda          | 1                          |                            |            | Ludwig / Kozuch            | Ludwig / Kozuch            | 0                      | Graudiņa / Kravčenoka  | Graudiņa / Kravčenoka | 0          |            |            |  |  |       |       |       |
|  | 2 sierpnia                 |                            |                            |                            |            | Ludwig / Kozuch            | Ludwig / Kozuch            | 0                      | Graudiņa / Kravčenoka  | Graudiņa / Kravčenoka | 0          |            |            |  |  |       |       |       |
|  |                            |                            | Ross / Klinemann           | Ross / Klinemann           | 2          |                            |                            | Vergé-Dépré / Heidrich | Vergé-Dépré / Heidrich | 2                     |            |            |            |  |  |       |       |       |
|  | Echevarría / Martínez      | Echevarría / Martínez      | Ross / Klinemann           | Ross / Klinemann           | 2          | 0                          |                            | Vergé-Dépré / Heidrich | Vergé-Dépré / Heidrich | 2                     |            |            |            |  |  |       |       |       |
|  | Echevarría / Martínez      | Echevarría / Martínez      |                            |                            |            |                            |                            |                        |                        |                       |            |            |            |  |  |       |       |       |
|  | Ross / Klinemann           | Ross / Klinemann           | 2                          |                            |            |                            |                            |                        |                        |                       |            |            |            |  |  |       |       |       |
|  | Ross / Klinemann           | Ross / Klinemann           | 2                          |                            |            |                            |                            |                        |                        |                       |            |            |            |  |  |       |       |       |

#### 1/8 finału
| Data  | Drużyna 1                  | Wynik | Drużyna 2             | Sety                |
| ----- | -------------------------- | ----- | --------------------- | ------------------- |
| 01.08 | Bansley / Wilkerson        | 2:1   | Claes / Sponcil       | 22:24, 21:18, 15:13 |
|       |                            |       |                       |                     |
| 01.08 | Fan / Xinyi                | 0:2   | Ramos / Cavalcanti    | 14:21, 21:23        |
|       |                            |       |                       |                     |
| 01.08 | Makroguzowa / Chołomina    | 1:2   | Graudiņa / Kravčenoka | 21:16, 17:21, 13:15 |
|       |                            |       |                       |                     |
| 01.08 | Ludwig / Kozuch            | 2:1   | Bednarczuk / Duda     | 21:19, 19:21, 16:14 |
|       |                            |       |                       |                     |
| 01.08 | Vergé-Dépré / Heidrich     | 2:1   | Hüberli / Betschart   | 21:12, 19:21, 23:21 |
|       |                            |       |                       |                     |
| 01.08 | Artacho del Solar / Clancy | 2:0   | Chen / Xinxin         | 22:20, 21:13        |
|       |                            |       |                       |                     |
| 02.08 | Echevarría / Martínez      | 0:2   | Ross / Klinemann      | 17:21, 15:21        |
|       |                            |       |                       |                     |
| 02.08 | Pavan / Humana-Paredes     | 2:0   | Fernández / Baquerizo | 21:13, 21:13        |

#### Ćwierćfinały
| Data  | Drużyna 1              | Wynik | Drużyna 2                  | Sety                |
| ----- | ---------------------- | ----- | -------------------------- | ------------------- |
| 03.08 | Ludwig / Kozuch        | 0:2   | Ross / Klinemann           | 19:21, 19:21        |
|       |                        |       |                            |                     |
| 03.08 | Ramos / Cavalcanti     | 1:2   | Vergé-Dépré / Heidrich     | 19:21, 21:18, 12:15 |
|       |                        |       |                            |                     |
| 03.08 | Graudiņa / Kravčenoka  | 2:1   | Bansley / Wilkerson        | 21:13, 18:21, 15:11 |
|       |                        |       |                            |                     |
| 03.08 | Pavan / Humana-Paredes | 1:2   | Artacho del Solar / Clancy | 15:21, 21:19, 12:15 |

#### Półfinały
| Data  | Drużyna 1                  | Wynik | Drużyna 2             | Sety         |
| ----- | -------------------------- | ----- | --------------------- | ------------ |
| 05.08 | Vergé-Dépré / Heidrich     | 0:2   | Ross / Klinemann      | 12:21, 11:21 |
|       |                            |       |                       |              |
| 05.08 | Artacho del Solar / Clancy | 2:0   | Graudiņa / Kravčenoka | 23:21, 21:13 |

#### Mecz o 3. miejsce
| Data  | Drużyna 1             | Wynik | Drużyna 2              | Sety         |
| ----- | --------------------- | ----- | ---------------------- | ------------ |
| 06.08 | Graudiņa / Kravčenoka | 0:2   | Vergé-Dépré / Heidrich | 19:21, 15:21 |

#### Finał
| Data  | Drużyna 1                  | Wynik | Drużyna 2        | Sety         |
| ----- | -------------------------- | ----- | ---------------- | ------------ |
| 06.08 | Artacho del Solar / Clancy | 0:2   | Ross / Klinemann | 15:21, 16:21 |

## Klasyfikacja końcowa
| Miejsce | Reprezentacja              |
| ------- | -------------------------- |
| złoto   | Ross / Klinemann           |
| srebro  | Artacho del Solar / Clancy |
| brąz    | Vergé-Dépré / Heidrich     |
| 4.      | Graudiņa / Kravčenoka      |
| 5.      | Ramos / Cavalcanti         |
| 5.      | Bansley / Wilkerson        |
| 5.      | Pavan / Humana-Paredes     |
| 5.      | Ludwig / Kozuch            |
| 9.      | Bednarczuk / Duda          |
| 9.      | Fan / Xinyi                |
| 9.      | Chen / Xinxin              |
| 9.      | Fernández / Baquerizo      |
| 9.      | Echevarría / Martínez      |
| 9.      | Makroguzowa / Chołomina    |
| 9.      | Claes / Sponcil            |
| 9.      | Hüberli / Betschart        |
| 17.     | Stam / Schoon              |
| 17.     | Ishii / Murakami           |
| 19.     | Gallay / Pereyra           |
| 19.     | Hermannová / Sluková       |
| 19.     | Keizer / Meppelink         |
| 19.     | Makokha / Khadambi         |
| 19.     | Sude / Borger              |
| 19.     | Menegatti / Orsi Toth      |